# (31917) Lukashohne
2000 GH67 (asteroide 31917) é um asteroide da cintura principal. Possui uma excentricidade de 0.15643550 e uma inclinação de 0.48208º.
Este asteroide foi descoberto no dia 5 de abril de 2000 por LINEAR em Socorro.